# Habrophlebia fusca
Habrophlebia fusca ist eine Insekten-Art aus der Ordnung der Eintagsfliegen (Ephemeroptera).

## Merkmale der Larve
Der Körper ist braun gefärbt mit schwarzen Zeichnungen, nicht abgeflacht, rund und bis zu 6 Millimeter lang. Der Kopf steht im Verhältnis zu Körperachse senkrecht. Die Augen liegen seitlich am Kopf. Die Beine weisen keinen Borstensaum auf. Es sind 7 Paare Tracheenkiemen vorhanden. Die Kiemen sind zweiästig. An einem Ast befinden sich 3 fadenförmige Fortsätze, am anderen Ast ungefähr 7. Die Schwanzfäden weisen auf beiden Seiten kurze Borsten auf und sind gut erkennbar länger als der Körper.

## Vorkommen und Lebensweise
Die Art kommt in ganz Europa vor, mit Ausnahme von Norwegen und Irland. Lebensraum der Larven sind Quelltümpel sowie strömungsarme, pflanzenreiche Fließgewässer der Ebene. Die Larven gehören zum Kriechtyp. Sie schwimmen nur selten. Ihre Nahrung besteht aus pflanzlichem Detritus und Pflanzen. Die Generationsdauer beträgt ein Jahr. Die Flugzeit der Imagines reicht von April bis Juni. Subimagines leben ungefähr 15 Stunden, Imagines bis 2 Tage.

## Belege
- Herbert W. Ludwig: Tiere und Pflanzen unserer Gewässer. BLV Verlagsgesellschaft, München 2003, ISBN 3-405-16487-7, S. 170.